# Wiesław Kuc
Wiesław Stefan Kuc (n. 2 septembrie 1949, Sokołów Podlaski, Mazovia, Polonia) este un om politic polonez, membru al Parlamentului European în perioada 2004-2009 din partea Poloniei.
1. ↑  Deputații în Parlamentul European